# 群星 (木版畫)
《群星》（英語：Stars）是莫里茲·柯尼利斯·艾雪在1948年創作的一個木版畫作品，主要描繪了兩隻變色龍被關在三複合正八面體形狀的籠子裡漂浮於太空中。
雖然在這之前已有許多數學家研究過其作品中關有變色龍之籠子的形狀——三複合正八面體的性質，但艾雪很可能是獨立地研究並發現此種形狀，且並未參考那些研究。艾雪在他的其他幾個作品中也用了類似的複合多面體來創作，例如《水晶》（Crystal，1947）、《研究星星》（Study of Stars，1948），《雙星》（Double Planetoid，1949）和《瀑布》（1961）等。

## 描述
《群星》是一個木刻版雕圖畫作品，其透過將藝術創作於一塊木頭的橫切紋（年輪紋）上，與一般的木刻版畫不同於，木刻版畫是使用木頭側面紋創作，而艾雪是於木頭的橫切紋上創作圖像。這一作品由艾雪創作，並於1948年8月完成。雖然大多數出版的《群星》複製品都是單色的，黑色背景下的白色藝術品，但加拿大國家美術館的館藏存有不同深淺的綠松石色、黃色、綠色和淡粉色的複製品。
艾雪在作品中描繪了一個僅有骨架的三複合正八面體模型，這個幾何結構由三個正八面體互相交疊，並且以這個結構做為籠子，籠中關了2隻變色龍並漂浮於類似太空的場景中。其以類似太空的場景做為背景，且在背景中也漂浮著許多多面體、星形多面體和多面體的複合體。其中四個較大的幾何形狀，位在左上的形狀是複合八面體立方體、位在右上的形狀是星形八面體、位於左下的是空心的二複合立方體（參閱角柱狀複合反角柱）、位於右下較大的立體為實心的三複合正八面體、位於右下較小的為正十二面體、位於右下更小的為實心的二複合立方體。其他立體包括了所有柏拉圖立體（凸正多面體）和菱形十二面體。為了準確地描繪這些多面體，艾雪用紙板製作了它們的模型。
兩隻變色龍被關在圖像中間的三複合正八面體籠子中，而對於選擇變色龍的原因，艾雪說道：「因為他們能夠依靠他們的腿和尾巴攀爬，捲到籠子的空間內」，因此只是艾雪認為變色龍比較「適合」待在這種形狀的籠子中，而沒有其他的寓意。左側的變色龍伸出舌頭可能也有載於其註解中；考克斯特觀察到變色龍的舌頭有一個不尋常的螺旋形尖端。
| |              |              |                  |                |            |          |          |
| 複合八面體立方體 | 偏方面體     | 三角錐       | 正二十面體       | 立方體         | 星形八面體 | 正八面體 | 正四面體 |
| |              |              |                  |                |            |          |          |
| \| \| \| \| \| \| \| \| \| \| 三複合正八面體 \| 變色龍 \| 菱形十二面體 \| 小斜方截半立方体 \| 鳶形二十四面體 \| \| \| \| \| \| \| \| \| \| \| \| \| \| \| \| \| \| \| \| \| \| \| 截半立方體 \| 二複合立方體 \| 三複合立方體 \| 正十二面體 \| 三複合正八面體 \| \| \| \| |              |              |                  |                |            |          |          |
| |              |              |                  |                |            |          |          |
| 三複合正八面體 | 變色龍       | 菱形十二面體 | 小斜方截半立方体 | 鳶形二十四面體 |            |          |          |
| |              |              |                  |                |            |          |          |
| |              |              |                  |                |            |          |          |
| 截半立方體 | 二複合立方體 | 三複合立方體 | 正十二面體       | 三複合正八面體 |            |          |          |

## 設計

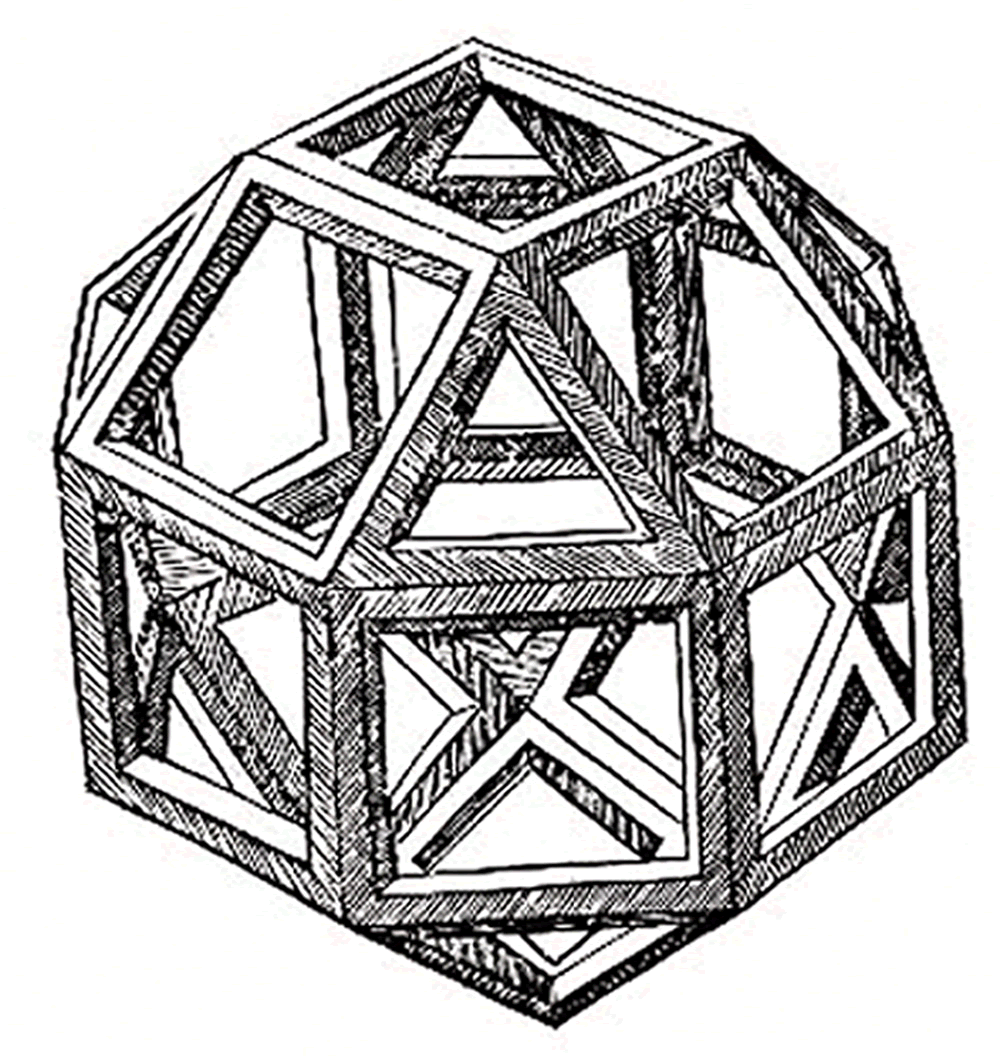
列奥纳多·达·芬奇在其1509年的著作《德·迪維娜比例》中以斜角線框樣式繪製的小斜方截半立方体插圖。

一般普遍認為艾雪對幾何學有著高度興趣，但他也是一位業餘天文學家，且艾雪在20世紀40年代時是荷蘭氣象和天文學協會的成員之一，且擁有一個6厘米的折射望遠鏡，且艾雪曾用該望遠鏡觀測並記錄了幾個聯星的觀測結果。
利用多面體來表達天體一做法，其最早可以追朔到古希臘哲學家柏拉圖的《蒂邁歐篇》，其使用了正十二面體來表示天堂和黃道十二星座。
後來，约翰内斯·开普勒推論，行星與太陽的距離分佈可以通過五個柏拉圖立體的相互嵌套結構來解釋。艾雪參考了這種利用多面體描述天體的概念，並時常用於其在天文學和異世界主題的藝術作品中。
由於艾雪受當時他的老師——葡萄牙裔的畫家德麥斯奎特的影響，因此接觸了浮雕藝術、木刻畫和木刻版畫等藝術媒材。其表達三複合正八面體時採用了斜角線框樣式的立體結構物表達方式，這種立體結構物表達方式曾被列奥纳多·达·芬奇在其1509年的著作《德·迪維娜比例》的插圖中使用。

## 分析
馬丁·比奇將《群星》的部分複合多面體與天文學中的雙星系統和三體系統互相對應。比奇認為艾雪透過了數學秩序井然的特性表達了天空中天體「穩定且不朽的品質」（stability and timeless quality）。瑪麗安·L·特伯也對《群星》有類似的評價，其寫道「约翰内斯·开普勒對新柏拉圖式的信仰深化了艾雪對宇宙中基本數學規則的認同」。

## 相關畫作

《研究星體》包含了一個與《群星》中十分類似的形狀，即右上角的星形四角化菱形十二面體，其與《群星》中的三複合正八面體外觀非常類似。

艾雪在1948年時，創作了與《群星》類似的另一幅木版畫作品，其名稱為《研究星體》:99。艾雪在《研究星體》中透過斜角線框樣式的立體結構物表達方式，描繪了一些與《群星》中相同的幾種多面體以及複合多面體。在《研究星體》中最大的立體是一個星形四角化菱形十二面體，其外觀與《群星》主要描繪的三複合正八面體類似，但不相同，且這種形狀有時稱為艾雪立體（Escher's Solid）。上述形狀也出現於艾雪在1961的石版印刷畫作《瀑布》中
位於《群星》右上角的形狀——星形八面體為艾雪在其1949的作品《雙星》中的中心形狀；左上方的形狀——複合八面體立方體也出現於艾雪的另一個作品——《水晶》（Crystal，1947）中。後來，艾雪在作品《四個正立體》（Four Regular Solids，1947）中又回到了複合多面體的主題，其描繪了立方體與正八面體的複合體內嵌於正十二面體與正二十面體的複合體中。

## 收藏品和出版物
《群星》被布萊恩·阿爾迪斯用於其編輯的1962年選集《最佳幻想故事》以及1971年意大利版的魔術指南《魔術師的早晨》中的封面藝術，其也用於1996年一本晶體學教科書的卷首。
《群星》除了在埃舍爾博物館展出外，其複製品也在阿姆斯特丹国家博物馆、華盛頓國家藝廊、米爾德里德－蓮恩－凱柏美術館、波士顿公共图书馆和加拿大國立美術館等博物館或美術館的永久收藏中。

## 註解
1. ↑  原文為：「celebrates Escher's identification with Johannes Kepler's neo-Platonic belief in an underlying mathematical order in the universe.」